# Larry Holden
Laurence Henry "Larry" Holden (Framingham, 15 de maio de 1961 – Orange, 13 de fevereiro de 2011) foi um ator americano, mais conhecido por seus papéis em vários filmes de Christopher Nolan, incluindo Batman Begins como Carl Finch, Memento como Jimmy e Insomnia como Farrell.
Nascido em Framingham, Massachusetts, filho do Sargento Major de Comando Laurence E. Holden (1935-1982) e sua esposa, Friederike (nascida Hofer). Holden era descendente de austríacos, irlandeses e escoceses. O pai de Holden nasceu e foi criado no bairro de Irvington, no sudoeste de Baltimore, Maryland. Holden e sua família mudavam-se com frequência devido às várias realocações de seu pai no Exército. O pai de Holden foi designado por vários anos para a Zona do Canal do Panamá. Eles se mudaram pela última vez para a terra natal de seu pai, Maryland. Holden passou sua adolescência em Glen Burnie, Maryland. Ele se formou na Fort Meade High School em 1979.
Holden começou sua carreira com um pequeno papel em "Hairspray", de 1988, que foi filmado na cidade natal de seu pai, Baltimore. Em 1991, Holden ganhou um papel na TV em "The Arc". Ele apareceu em muitos papéis de personagem na TV, incluindo episódios de Cracker e Charmed. Holden formou-se em cinema e começou a colaborar com o diretor Christopher Nolan em Memento e continuou com Insomnia e Batman Begins. Holden era conhecido por seu papel como "Darren Henson" em CSI. Ele se aposentou como ator para se tornar um cineasta independente, escrevendo e dirigindo oito filmes. Seu primeiro filme, My Father's House, ganhou o Independent Achievement Award de 2002 no Festival Internacional de Cinema e Vídeo Independente de Nova York. Uma de suas amigas mais próximas, a atriz Cameron Diaz, fez uma participação especial no filme de graça.
Ao longo da carreira de Holden, Larry foi muitas vezes confundido como um parente do ator William Holden (1918-1981). No entanto, o nome de nascimento de William Holden era na verdade William F. Beedle, Jr. Holden era apenas o nome artístico de William.
Em 2010, Holden foi diagnosticado com câncer; Ele morreu em 13 de fevereiro de 2011 aos 49 anos. 

## Filmografia
| Ano  | Título                         | Papel              | Notas          |
| ---- | ------------------------------ | ------------------ | -------------- |
| 1991 | The Arc                        |                    |                |
| 1994 | Worth Fighting For             |                    |                |
| 1996 | Pie in the Sky                 | Namorado de Amy    |                |
| 1997 | Tear It Down                   | Rodney             |                |
| 1998 | Sweet Jane                     | John               | não creditado  |
| 1998 | Ted                            | Cara Hippie        |                |
| 1999 | Every Dog Has Its Day          | Jack Smith         |                |
| 2000 | Memento                        | Jimmy              |                |
| 2001 | CSI: Crime Scene Investigation | Darin Hanson       | 2 episódios    |
| 2002 | Insomnia                       | Farrell            |                |
| 2005 | Batman Begins                  | Carl Finch         |                |
| 2009 | A Way with Murder              | Bones              |                |
| 2009 | The Outsiders                  | William Crackstone |                |
| 2011 | Blood Was Everywhere           | Nathan             |                |
| 2012 | Open Vacancy                   | Jason Jones        | (último filme) |